# Zamar
Zamar (arapski: ذمار‎‎) je grad u jugozapadnom Jemenu, leži na nadmorskoj visini od 2400 metara. On je upravno središte Zamarske muhafaze koja ima 1,339.229 stanovnika. 
Zamar se nalazi 100 km južno od Sane, sjeverno od grada Ibba, te zapadno od Al-Beidha. Grad Zamar leži na glavnoj cesti koja povezuje glavni grad Sanu s nizom drugih pokrajina. Ovaj grad je bio znano središte arapske i islamske kulture i školstva u Jemenu. Njegova Velika džamija sagrađena je tijekom vladavine kalifa Abi Bakr al-Sadeka.

## Povijest i zemljopisne odlike
Grad Zamar imao je veliku ulogu u političkom i gospodarskom životu Jemena. Njegova uloga bila je osobita značajna u predislamskom periodu Jemenske povijesti. Za islama postao je poznati centar islamskih studija i znanosti, tako da se porijeklo mnogih velikih islamskih mislioca pripisuje Zamaru.
Njegovo ime Zamar veže se uz mitološkog kralja od Sabe i Dou-Reddana (15. − 35.), njegovo ime bilo je Zamar Ali Jahber. Kip Zamara Ali Jahbera, pronađen je u gradu al-Nakhla al-Hamra'a (Crvena palma). Taj grad je danas poznati arheološki lokalitet u blizini Zamara.
U prošlim vremenima, ljudi iz Zamara bili su poznati po uzgoju konja, grad je već zarana postao središte uzgoja konja u cijeloj Arabiji. Zamar je u cijelom Jemenu poznat po svojim brojnim povijesnim džamijama i vjerskim školama, koje se odlikuju lijepom arhitekturom usklađenom s bojama vulkanskog zemljišta.
Grad Zamar leži pored starovjekovne akomulacije Zamar. Nju je izgradio legendarni himjaritski kralj Zamar Ali, poznat kao obnovitelj velike brane Ma'rib. Zamar je jedini grad u sjevernom Jemenu, koji nije okružen bedemima ili nekim prirodnim obrambenim preprekama, on je samo naselje na ravnici. Centralno je smješten u Jemenskom gorju, i dobro povezan s ostalim jemenskim pokrajinama i gradovima. Zamar je prosperirao zahvaljujući svom sajmu koji se tradicionalno održavao svake srijede, na koji su dolazila sva okolna plemena i trgovci.
U današnjem Zamaru djeluje najveće najveće sveučilište u zemlji